# Рыночная площадь (Катовице)
Рыночная площадь в Катовице (пол. Rynek w Katowicach) — центральная площадь и достопримечательность района Средместье польского города Катовице. Её появление датируется концом XIX века. Площадь несколько раз перестраивалась, и поныне она подвергается некоторым изменениям. В коммунистический период несколько исторических зданий на Рыночной площади были снесены, чтобы освободить место для современных зданий. Её характерной чертой служит сеть трамвайных путей, пересекающих площадь в нескольких направлениях. Рыночная площадь разделяется этими путями на три меньшие площади: Цветочную (пол. Kwiatowy), Театральную (пол. Teatralny) и площадь защитников Катовице (пол. Obrońców Katowic).
На площади расположен Силезский театр.
В 2010-е годы городские власти начали перепланировку площади, которой они отвели роль центральной части и главной достопримечательности Катовице. На площади защитников Катовице стоит памятник членам местного ополчения, противостоявших немецким захватчикам с 3 по 4 сентября 1939 года.

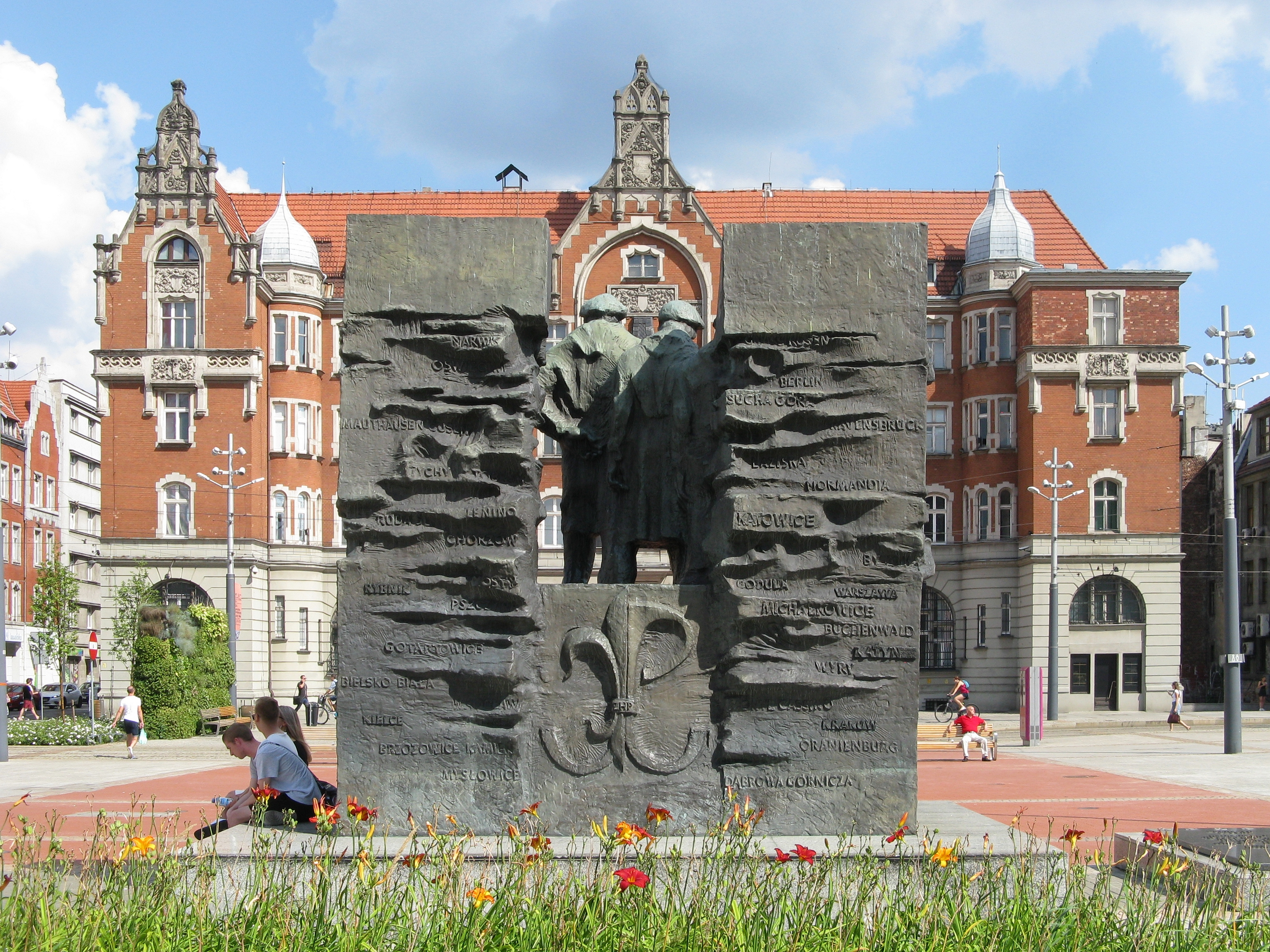
Памятник защитникам Катовице напротив бывшего Силезский театр

В полдень с вершины многоквартирного дома на пересечении улиц Мельничной (пол. Młyńska) и Почтовой (пол. Pocztowa) раздаётся катовицкий хейнал. Автор звучащей музыки — Адам Бернацкий, любительский композитор из Бытома . Обычай исполнять хейнал в Катовице имеет короткую историю, он появился лишь в 2002 году.

## Достопримечательности и учреждения

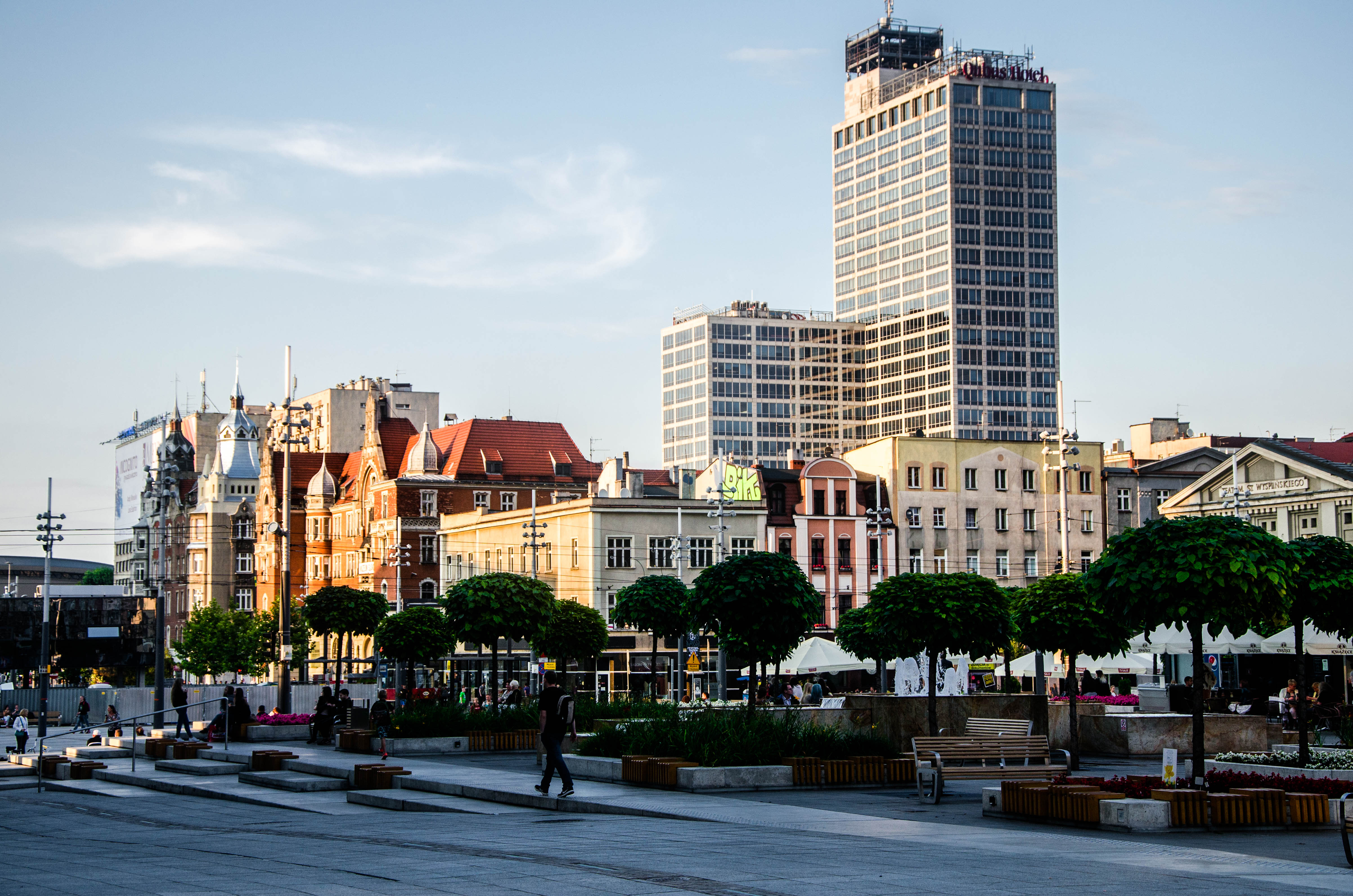
Вид на Рыночную площадь, на заднем плане Альтус (небоскрёб)

На Рыночной площади расположены следующие исторические здания:
- Силезский театр[англ.] имени Станислава Выспяньского
- Многоквартирный дом (№ 7)
- Многоквартирный дом (№ 8)
- Многоквартирный дом, построенный в 1907 году и служивший ранее зданием банка (№ 9)

Вокруг Рыночной площади расположены такие здания, как:
- Силезский дом печати
- Кооперативный универмаг «Скарбек», построенный в 1975 году[5]
- Кооперативный универмаг «Зенит», построенный в 1962 году[5]

На Рыночной площади расположены:
- Туристический информационный центр и Верхнесилезский филиал Польского туристско-краеведческого общества (№ 13)[6]

## Галерея

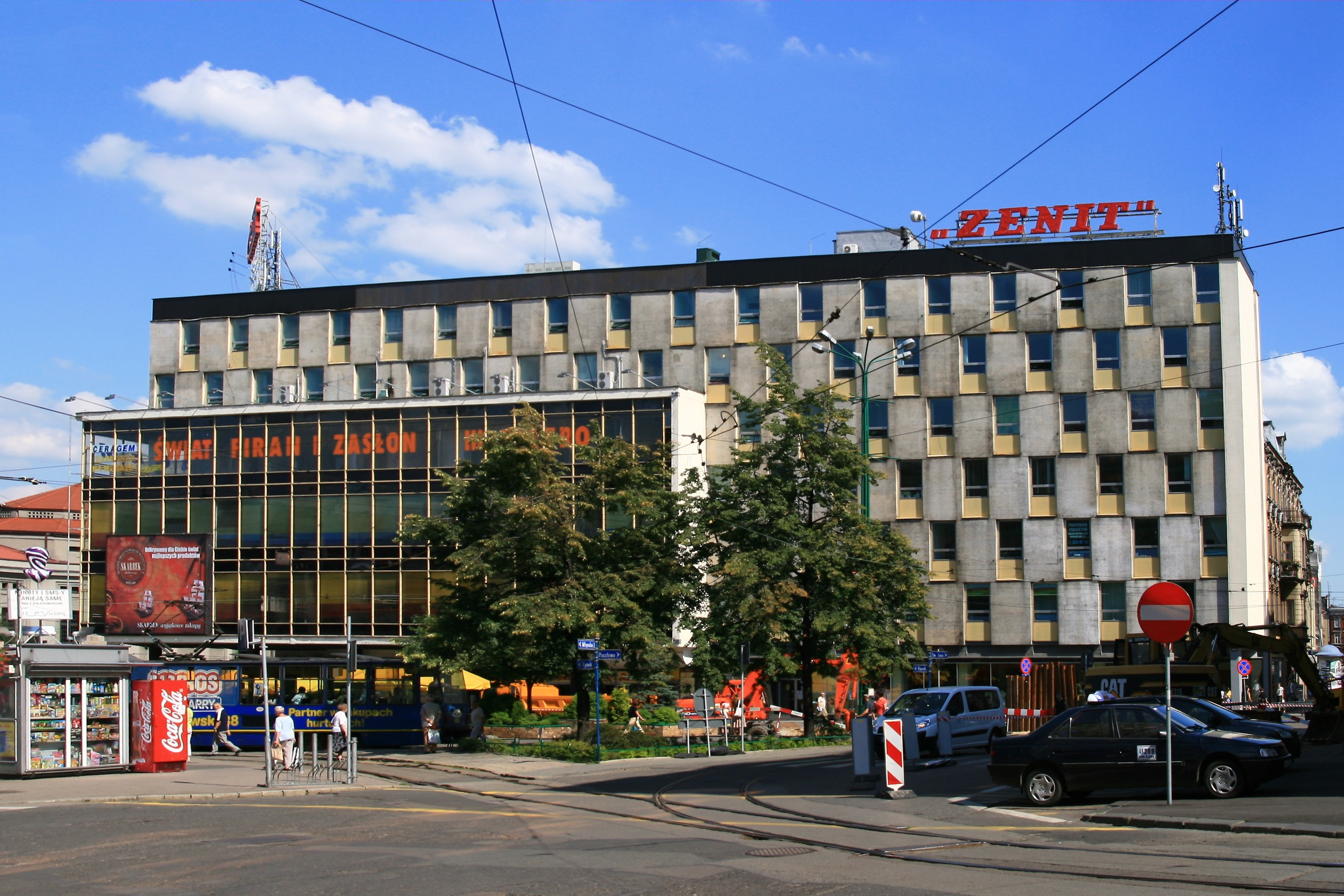
Кооперативный универмаг «Зенит»
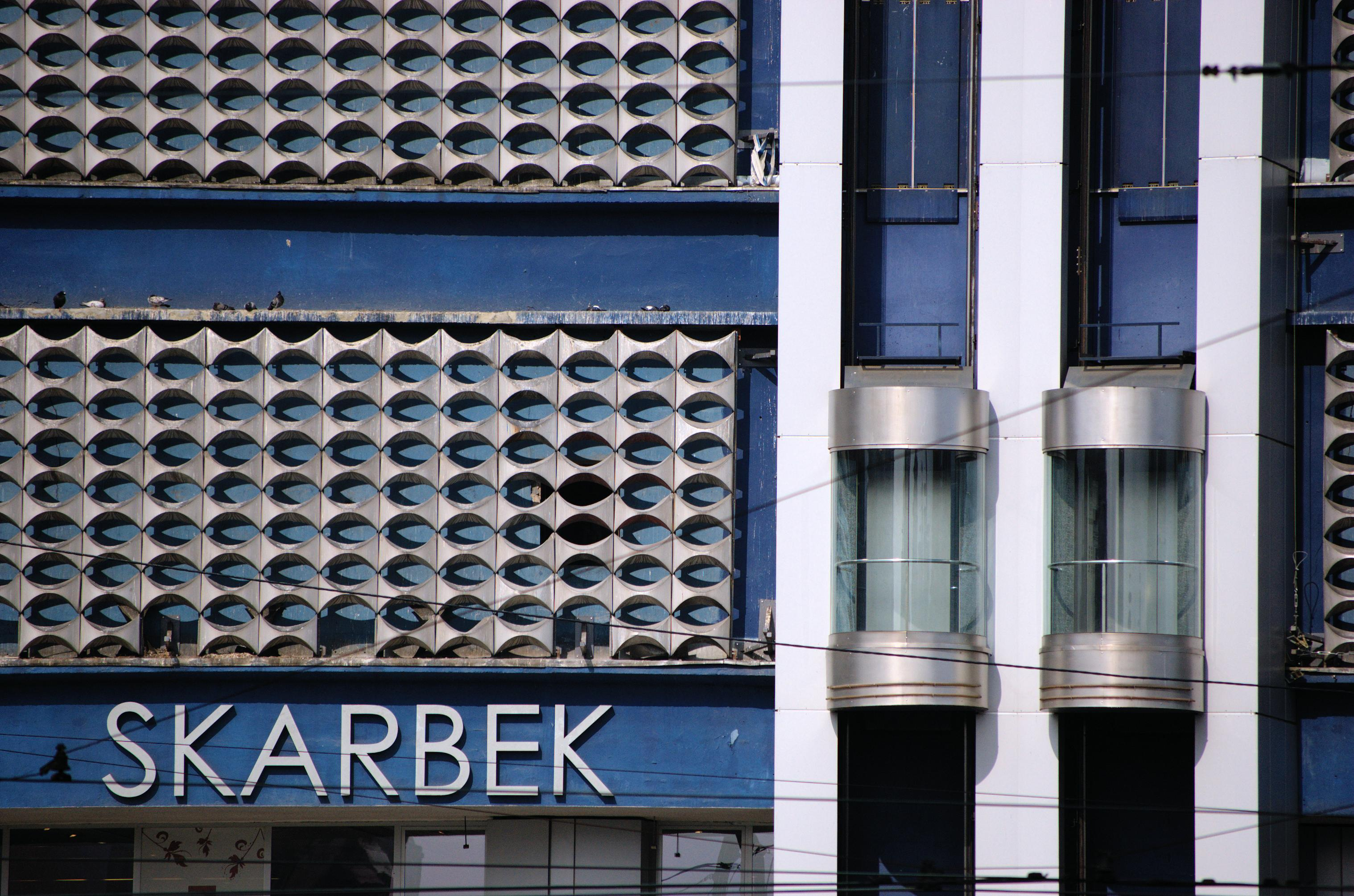
Кооперативный универмаг «Скарбек»
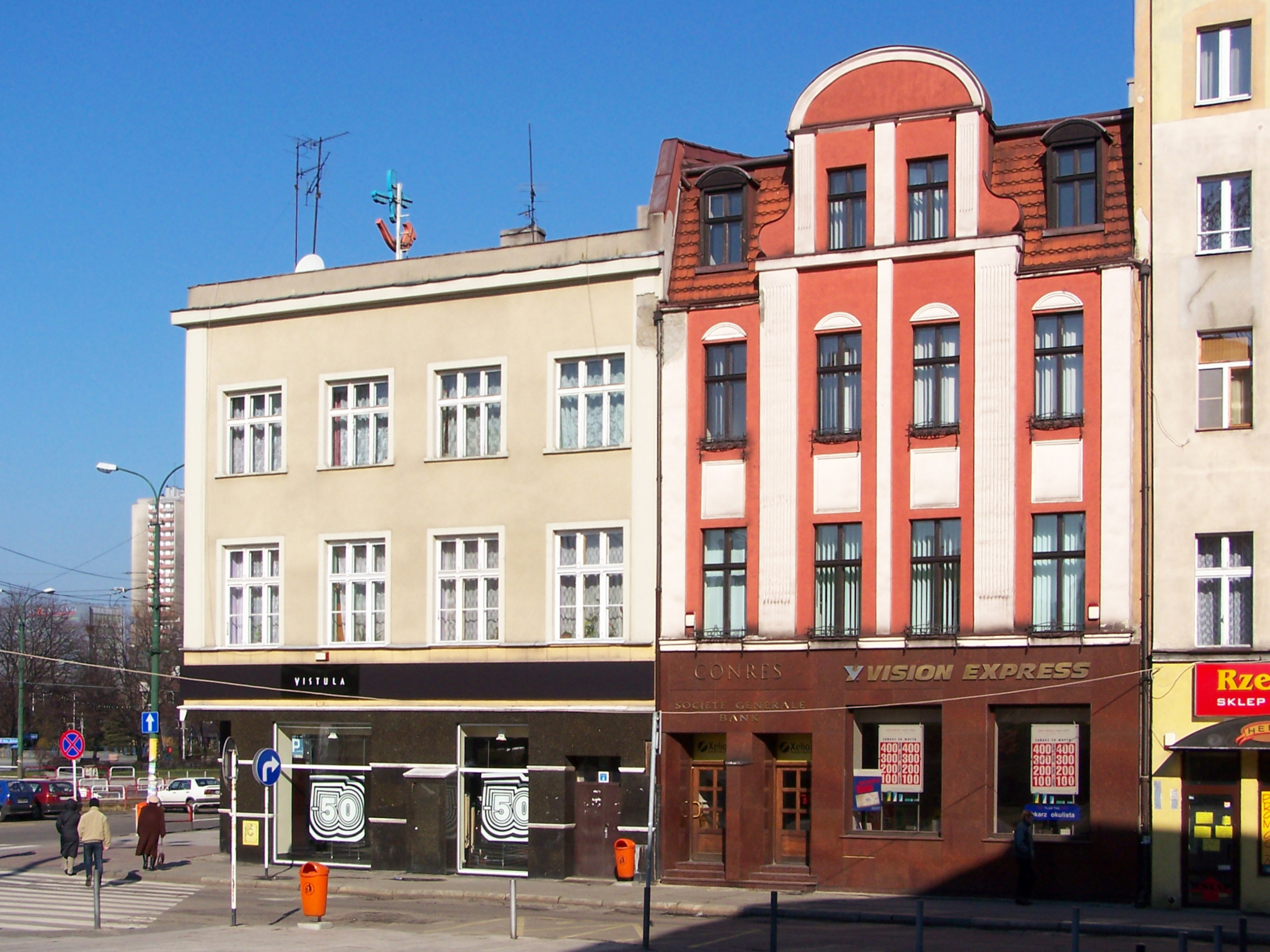
Рыночная площадь, дом 7
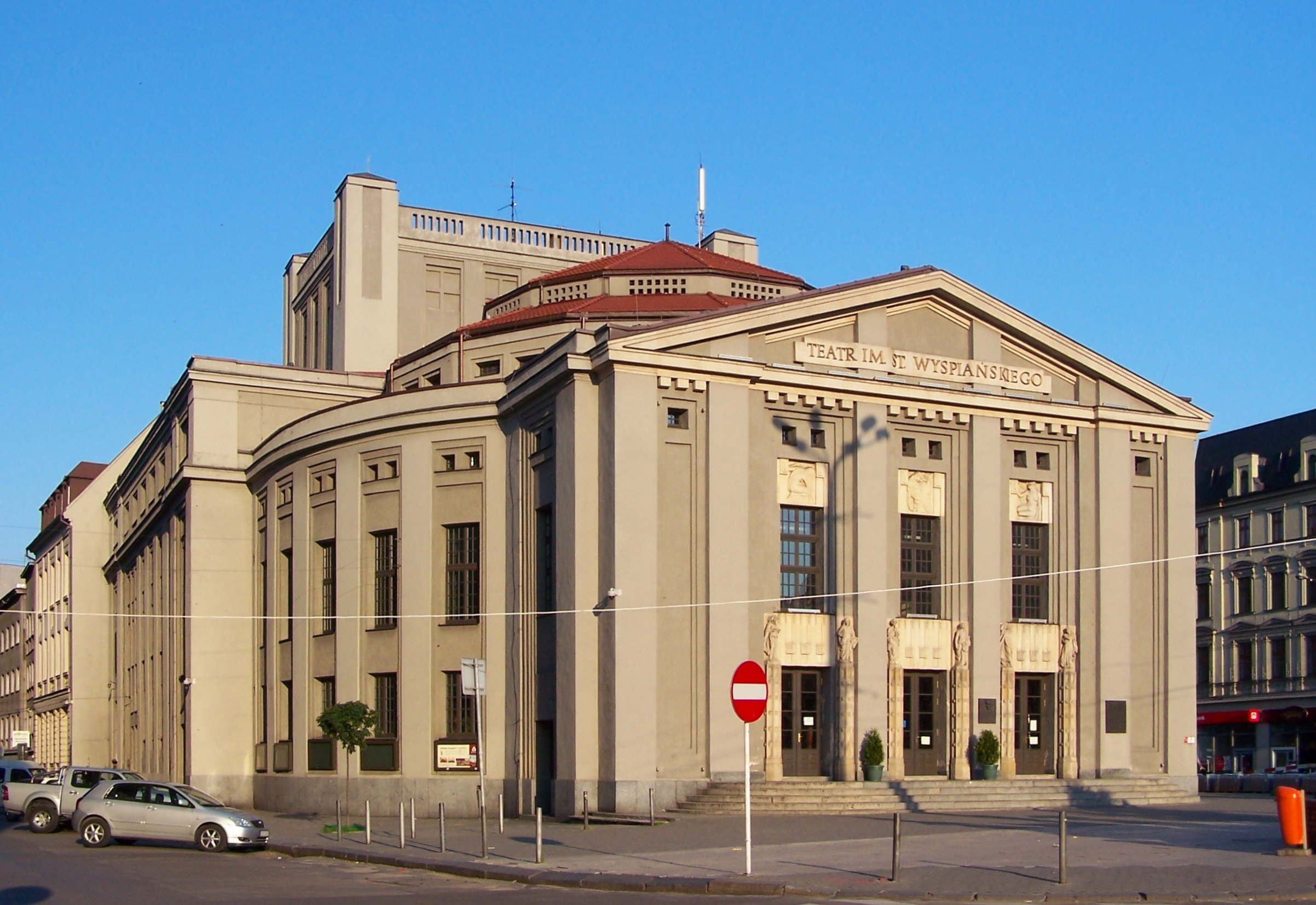
Силезский театр
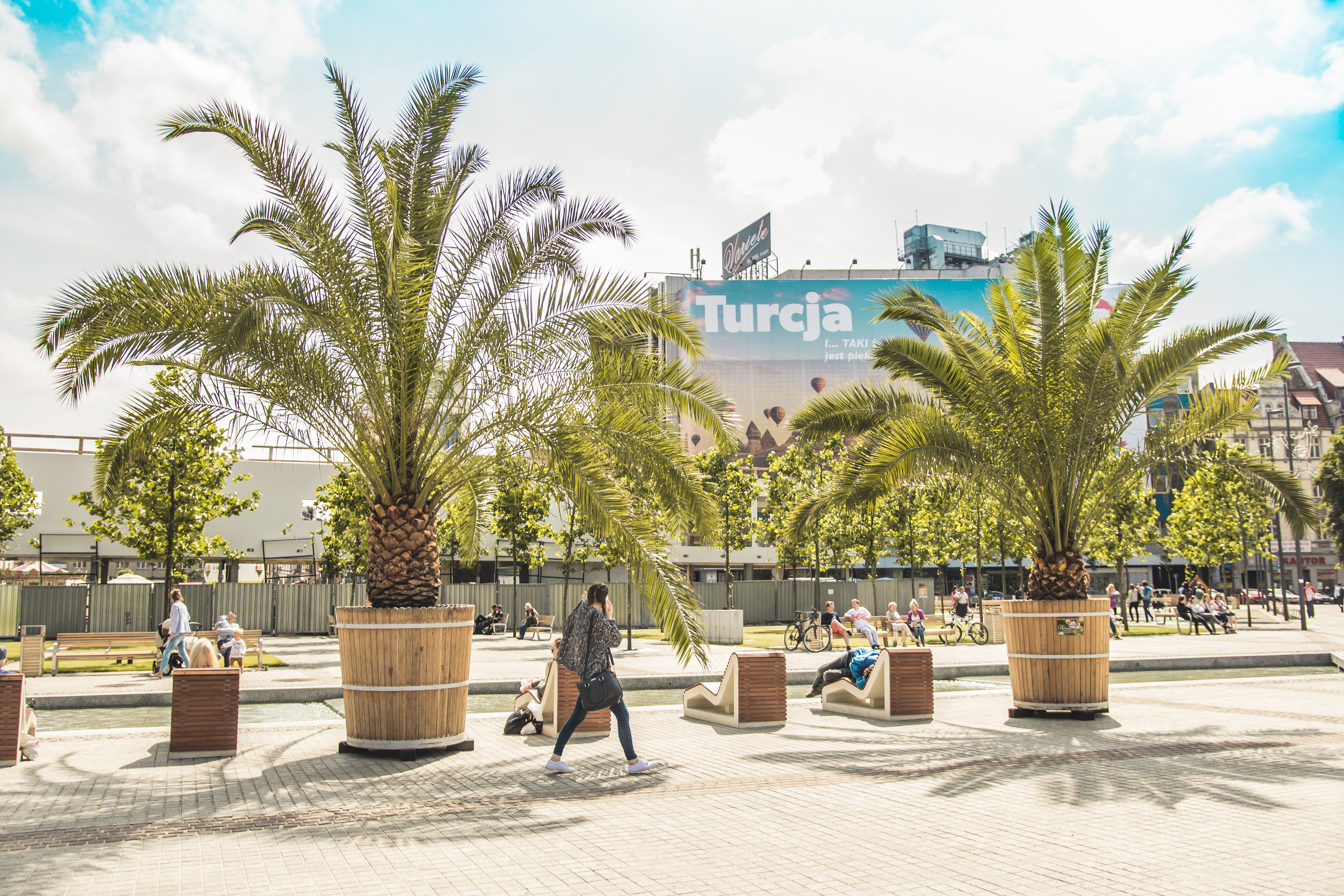
Пальмы на Рыночной площади